# Sarcodictyon gotoi
Sarcodictyon gotoi is een zachte koraalsoort uit de familie Clavulariidae. De koraalsoort komt uit het geslacht Sarcodictyon. Sarcodictyon gotoi werd in 1929 voor het eerst wetenschappelijk beschreven door Okubo. 